# Parafia św. Wawrzyńca w Drugni
Parafia św. Wawrzyńca w Drugni – parafia rzymskokatolicka, znajdująca się w diecezji kieleckiej, w dekanacie chmielnickim.

## Historia
Kodeks Dyplomatyczny Wielkopolski. w I tomie na str. 385 podaje rzekome powstanie kościoła w Drugni, według której kościół stawiał Bolesław Wstydliwy (1248 r). zaś konsekrował Prandota z Białaczowa biskup krakowski pod wezwaniem św. Wawrzyńca, Bartłomieja i Zygmunta Króla.

Król umocował kościół murem, obdarzył darami i stosownie uposażył (dał dwa kielichy srebrne, 5 ornatów, 2 antepedia, relikwiarz srebrny w kształcie ręki z relikwiami św. Zygmunta króla i nadał grunty, las, sadzawki, kmieci dla plebana, dar dziesięciny z Drugni i Podstoli, z kmieci i folwarku i dziesięcinę w Rutkach.) Świadczyli ponoć aktowi fundacji Paweł z Przemankowa – dziekan, Prokop z Wrocławia – kustosz, Andrzej z Rachwałowic – kanonicy.
Działo się to w Nowym Korczynie w czwartek przed św. Katarzyną 1268 roku.
Rocznicę konsekracji wyznaczono na niedzielę po św Marcinie. Wpis ten jak się okazało w XX w oparto na falsyfikacie,.
Długosz natomiast w L.B. (t. II s. 392) podaje że w Drugni stoi kościół parafialny, murowany z kamienia, pod wezwaniem św. Zygmunta. Kolatorem jest król Polski, do którego wieś ta należała.

Dziesięcina z tej wsi szła do Chmielnika i dla plebana w Drugni. Ma wówczas pleban swe pola w stronie młyna. Z młyna pobiera trzecią miarkę, z sadzawki królewskiej trzecią część ryb łowionych. Ma trzy łąki, karczmę, zagrodnika pracującego dzień (pieszego).
Z opisu wizyt kardynała Radziwiłła (1596–1598 – archiwa kościelne) wiadomo, że do plebanii należał folwark, który jeden z plebanów sprzedał przy kieliszku staroście chęcińskiemu Dębińskimu. 

Po tym fakcie plebana długo w Drugni nie było. „Wywłoki odprawiali nabożeństwo” jak pisze Ks.Bukowski (I. 64.3) Drugnia należała wówczas do dekanatu Kijskiego.
Z zapisów ks. Szymona Koczowskiego plebana w Drugni około 1620 r. wiadomo że kościół i plebania w Drugni zgorzały w 1617 r. Kościół odbudowano jako drewniany w roku 1790 wspomina o nim jako o kościele drewnianym typu wiejskiego ówczesny proboszcz ks. Gogulski.

Dnia 19 kwietnia 1876 r. o godz. 4 po południu kościół w Drugni zgorzał ze szczętem, 

jeno aparata kościelne zachowane w sklepionej zakrystii, będącej za głównym ołtarzem ocalały, także monstrancja srebrna i 2 kielichy z patenami.

 Staraniem ks. Szczepańczyka i kosztem parafian odbudowany został po pożarze jako murowany.

## Plebani w Drugni XVII–XX wiek
- 1617–1630 ks. Szymon Koczowski
- 1630–1682 ks. Jan Lusty, był proboszczem 52 lata
- 1682–1701 ks. Jan Bieliński
- 1701–1708 ks. Józef Wolski
- 1708–1750 ks. Jakób Truszkowski lat 42
- 1755 Stanisław Kostka Herka Dr. Prawa kanonicznego kanonik kolegiaty Wszystkich Świętych w Krakowie. Zmarł w 1759 r.
- 1750–1783 ks. Jakób Kędzierski, w ostatnich 3 latach nie widział.
- 1795 tu zmarł dnia 17 stycznia ks. Józef Wysokiński (nastał z Wiązownicy,) żył lat 77.
- 1790–1818 ks. Jakób Eljasz Gogulski, przeszedł do Pacanowa.
- do 1843 r. ks. Jan Kanty Bieńkowski kanonik kielecki powołany z Wrzeszczowa, zm. 26 stycznia 1844 r. żył lat 82
- do 1864 r. ks. Wojciech Broił przeszedł do Koniuszy gdzie zmarł blisko stuletnim starcem
- do 1869 r. ks. Feliks Wnorowski emeryt.
- 1869–1874 ks. Franciszek Bojnowski
- do 1878 r. ks. Piotr Paweł Szczepańczyk, fundator kościoła, przeszedł do Łukawy.
- do 1887 r. ks. Józef Danielewicz,
- 1890–1899 ks. Stanisław Zamojski, przeszedł do Oleśnicy. Po nim ks. Andrzej Władyka wikariusz z Miechowa miechowskiego pleban. Ten wzniósł budynki, nabył stacje, 4 chorągwie zmarł 1908r.
- do 1911 ks. M. Jantos
- do 1912 r. ks. Józef Sikorski, krył kościół blachą
- do 1917 r. ks. Franciszek Mjazurek.
- do 1918 r. ks. Tadeusz Murzynowski
- 1918 ks. Symforjan Paszkiewicz, w 1918 r. przeniesiony do Mokrska.

po nim naznaczony był ks. Stokowski z Korytnicy, lecz tam zmarł, choć rzeczy jego już tu przyszły.
po nim ks. Stanisław Bokwa zmarł 10 stycznia 1919 r. na tyfus, był tu 4 miesiące, wystarał się o 3 morgi pola na cmentarz. Potem ks. Chyliński z Gnojna administrował, ale i on zaraził się tyfusem i zmarł w Gnojnie.
- od 1919 r. ks. Tomasz Wąsik, w 1921 r. z parcelowanego majątku nabył 15 morgów dla probostwa[2].
- od 9 kwietnia 1919 r. ks. Tomasz Wąsik
- od 10 grudnia 1927 – 1948 r. ks. Antoni Jan Marszałek, z powodów problemów zdrowotnych złożył rezygnacje 1 lutego 1948, a 20 lutego zmarł w wieku 74 lat.
- 1947–1949 ks. Leon Graca
- 1949–1953 ks. Szymon Zaporowski
- 1954–1959 ks. Stefan Brzozowski
- 1959–1967 ks. Józef Sadowski
- 1967–1975 ks. Zygmunt Migza
- 1975–1981 ks. Kazimierz Kucypera
- 1981–1984 ks. Alojzy Królicki
- 1984–1990 ks. Władysław Sideł
- 1990–1999 ks. Marek Stęplewski
- 1999–2005 ks. Stanisław Picheta[3]
- 2005–2013 ks. Stanisław Gil
- 2013–2021 ks. Grzegorz Olejarczyk
- od 2021 ks. Andrzej Ligenza